# Prickly Roses
Prickly Roses es una película dramática ugandesa de 2020, producida por Eleanor Nabwiso y dirigida por Mathew Nabwiso en Nabwiso Films en asociación con Akina Mama Wa Afrika, con el apoyo de Hivos. Está protagonizada por Hellen Lukoma, Eleanor Nabwiso y Sarafina Muhawenimana.

## Sinopsis
Nankya, Kezia y Nazziwa son jóvenes humildes trabajando en una granja de flores en Uganda. Tienen que lidiar con las duras condiciones laborales en el trabajo y regresar a casa para enfrentar aún más dificultades. Nankya lucha por romper la cadena chovinista.

## Elenco
- Hellen Lukoma como Nankya
- Eleanor Nabwiso como Nazziwa
- Sarafina Muhawenimana como Kezia
- Bareija Collins Emeka como Drake
- Johnmary Sekimpi - Bonny

## Lanzamiento
Se estrenó el 13 de febrero de 2020 en Kampala bajo la campaña "Women @ Work". Explora las condiciones laborales en las que las mujeres trabajan en los jardines de flores en Uganda en contraste con el valor en efectivo de las flores en el mercado nacional y extranjero. La película estaba programada para estrenarse en los cines de Uganda en marzo de 2020, pero para ese momento todos estaban cerrados debido a la pandemia de coronavirus que había llegado a Uganda en marzo de 2020.